# Погром в Миассе
Погром в Миа́ссе (или Миа́сская бойня) — событие происшедшее 29 августа 2010 года в городе Миасс, связанное с избиением зрителей рок-фестиваля «Торнадо» (организатор фестиваля — предприниматель Валихан Тургумбаев).

## История
Фестиваль проходил на территории детского оздоровительного лагеря имени Зои Космодемьянской на берегу озера Тургояк. Около 20:00 (по местному времени), во время выступления панк-группы «Тараканы!», напугав охрану из двух человек, на территорию фестиваля ворвалась большая группа злоумышленников и начала избивать собравшихся бейсбольными битами. Также нападавшие использовали травматические пистолеты. Организаторы не стали останавливать фестиваль из-за вооруженного нападения неизвестных. Официально пострадало 37 человек.
Первоначально акция приписывалась скинхедам, однако правоохранительные органы опровергли эту информацию, заявив, что нападавшие (50—100 человек) были мужчины 20—40 лет, раздетые по пояс без татуировок и без бритых голов. Инициатором нападения был назван местный предприниматель, шашлычник (а также управляющий развлекательным комплексом «Звёздный») Роберт Назарян, ранее судимый, у которого с посетителями рок-концерта возник бытовой конфликт.

## Реакция на события
С точки зрения информационного освещения в России «Торнадо» на первом этапе представляло собой медиа-взрыв с неконтролируемой до поры цепной самовозрастающей реакцией. Для получения информации люди использовали только Интернет: поисковики и обмен ссылками. Старт медийной волны с самого начала был резким из-за шокирующих фото с места происшествия и слухах об убийстве 14-летней девочки. В отсутствие официальной информации (а после её появления — из-за недоверия к ней) большинство версий и заключений были созданы журналистами и блогерами на основе эмоциональных впечатлений, исходя из собственного социального опыта, мировоззренческих установок, а в некоторых случаях — ангажированности.
Оперативная реакция мировых новостных агентств Ассошиэйтед Пресс, Би-би-си и Рейтер привела к тому, что два дня, 29 и 30 августа, инцидент в Миассе выступал заметным пунктом международной информационной повестки. Событие широко комментировалось на Западе читателями и блогерами.

## Последствия
Возбуждено уголовное дело по части 2 статьи 213 УК РФ (хулиганство) За бездействие сотрудников милиции было возбуждено уголовное дело по части 1 статьи 293 УК РФ (халатность). Двух милиционеров уволили.
Собственное расследование причин ЧП проводила комиссия МВД РФ. Также дело о миасском побоище находилось под контролем Генпрокуратуры РФ в УрФО и Общественной палаты РФ.
13 июля 2012 года миасский суд огласил приговоры. Заказчиком погрома был признан Роберт Назарян, получивший наказание в виде 6 лет лишения свободы. Ещё 12 фигурантов дела получили различные сроки заключения — от 3 до 5 лет. Но и после вынесения приговора продолжается поиск участников побоища, в частности, в течение следующего года в СМИ упоминаются ещё 4 фамилии задержанных следствием, 1 задержан пограничной службой Украины при пересечении границы со Словакией, 1 добровольно сдался полиции, двое обвиняемых находятся в федеральном розыске.